# Nurbanu Sultan
Nurbanu Sultan, (turco ottomano: نور بانو سلطان; lett. "regina di luce") il cui nome originale era, secondo la tradizione Cecilia Venier Baffo (Paro, 1525 circa – Costantinopoli, 7 dicembre 1583), è stata la favorita, Haseki Sultan e moglie legale del sultano Selîm II e madre del sultano Murad III e di quattro figlie.

## Biografia
Era figlia naturale di Niccolò Venier e di Violante Baffo. Il padre, esponente di una nota famiglia del patriziato veneziano, era signore dell'isola di Paro; più scarse le notizie attorno alla madre e non è chiaro se appartenesse anch'essa all'aristocrazia come membro dell'omonima casata. 
Nel 1537, il noto corsaro Khayr al-Din Barbarossa conquistò l'isola e Cecilia fu imprigionata. Condotta a Costantinopoli, la ragazzina fu introdotta nell'harem di Selîm II e fu scelta come favorita. Si convertì dunque all'islam assumendo il nome di Nurbanu, "Regina di Luce". Diede a Selim un figlio e quattro figlie. 
Nel 1558 Selîm inviò un messo a Venezia perché fosse accertata la nobiltà della consorte: il Senato riferì che Nurbanu era figlia del defunto Niccolò Venier e che in città viveva ancora il fratello di lui, Zuan Francesco.
I baili veneziani dell'epoca riferiscono che Nurbanu ebbe grande influenza sulla politica del sultano, il quale apprezzava non solo la sua bellezza, ma anche la notevole intelligenza. Gli stessi erano convinti che questa situazione potesse tornare favorevole alla Serenissima, in un momento di non facili rapporti con l'Impero ottomano. Non è chiaro però perché Nurbanu venga citata nei dispacci degli ambasciatori solo a partire dal 1566, quando viveva a Istanbul da oltre vent'anni.

## Politica estera
Quando nel 1574 Murâd III salì al trono, la Vâlide Sultân ("sultana madre", come veniva ormai chiamata) mantenne il suo ruolo di primo piano consigliando il figlio nelle decisioni politiche.
Per quanto riguarda i rapporti con l'estero, Nurbanu non dimenticò le sue origini e cercò sempre di impedire gli scontri militari con la Serenissima. Dal canto suo, il governo la ricambiò sempre con ricchi doni. Ebbe contatti anche con gli altri Stati italiani; nel 1580, in particolare, Caterina de' Medici le scrisse per intervenire nel rinnovo delle capitolazioni.
Negli ultimi anni l'influenza di Nurbanu a corte fu notevolmente minata da gelosie e intrighi. La sua maggiore oppositrice sarebbe stata Safiyye Sultân, favorita di Murâd e madre di Mehmed III, che come la suocera ebbe un ruolo di primo piano nell'indirizzare le scelte di marito e nipote.

## Morte
Ammalatasi gravemente per un cancro allo stomaco (o forse avvelenata), morì nel 1583 e fu sepolta accanto a Selîm II nella moschea di Santa Sofia. Circa un terzo del suo immenso patrimonio venne lasciato a moschee e fondazioni di beneficenza.

## Discendenza
Da Selim II, Nurbanu ebbe un figlio e quattro figlie:
- Şah Sultan (Karaman, 1543 - Costantinopoli, 3 novembre 1580). Sposata due volte, ebbe un figlio e una figlia.
- Gevherhan Sultan (Manisa, 1544 - Costantinopoli, c. 1624). Sposata due volte, ebbe tre figli e due figlie. Morì di malattia.
- Ismihan Sultan (Manisa, 1545 - Costantinopoli, 8 agosto 1585). Sposata due volte, ebbe quattro figli e una figlia. Aiutò la madre a esiliare Safiye Sultan, favorita e Haseki di Murad e rivale politica. Morì di parto.
- Murad III (Manisa, 4 luglio 1546 - Costantinopoli, 15 gennaio 1595). Successe a suo padre come sultano dell'impero ottomano.
- Fatma Sultan (Konya, 1558 - Costantinopoli, ottobre 1580). Sposata una volta, ebbe quattro figli e una figlia. Morì di parto.

## Filantropia
Durante i suoi nove anni di reggenza, Nurbanu ordinò al famoso architetto ottomano Mimar Sinan di costruire la Moschea Atik Valide presso il quartiere di Uskudar a Istanbul. La costruzione è stata completata e messa in commissione alla fine del 1583, poco prima della scomparsa di Nurbanu il 7 dicembre 1583.